# Renealmia mannii
Renealmia mannii là một loài thực vật có hoa trong họ Gừng. Loài này được Hook.f. miêu tả khoa học đầu tiên năm 1883.